# 물랭 루즈 (1993년 영화)
"물랭루즈"는 1993년에 개봉한 대한민국의 영화이다.

## 캐스팅
- 강신범 : 현우 역
- 조형기
- 김형일 : 동혁 역
- 유연실 : 수미 역
- 진미령
- 전유성  : 김 부장 역
- 추봉
- 김무스
- 유병완
- 김진우
- 김대윤
- 김진해
- 최정원
- 임경민
- 김운아
- 김형석
- 김국현 (특별출연)
- 홍경희 (특별출연)
- 이민영 (특별출연)
- 정영국 (특별출연)